# Stargate SG-1
Stargate SG-1 és una sèrie televisiva dels Estats Units derivada del llargmetratge de ciència-ficció Stargate: Porta a les Estrelles (1994), produïda pels estudis Metro-Goldwyn-Mayer.
Es va emetre a Catalunya a través de TV3, El 33, Canal 300 i al País Valencià a través de Canal 9.
Aquesta sèrie se centra en les vivències i aventures d'un equip de militars i científics membres d'un projecte ultrasecret de les Forces Aèries dels Estats Units, que utilitza un enginy extraterrestre (Stargate) per a desplaçar-se a altres planetes de manera quasi instantània.
Cada episodi dura aproximadament 42 minuts, format necessari per a durar una hora a l'aire en incloure els anuncis publicitaris. La novena temporada que s'emet als Estats Units al SCiFi channel té la presentació retallada, per a permetre més temps de publicitat.
A l'octubre del 2005, la MGM va anunciar que la sèrie tindria una desena temporada, aconseguint així que Stargate SG-1 sigui la sèrie de ciència-ficció més llarga de la història de la televisió dels Estats Units, superant a Expedient X (nou temporades).

## Començament de la sèrie
Un any després de la primera missió a Abydos, les instal·lacions on es troba la porta estel·lar estan sent desmantellades i la mateixa porta serà guardada en un magatzem. En un moment donat, la porta s'activa i uns estranys éssers segresten una dona militar. El General Hammond (Don S. Davis), a càrrec de les instal·lacions, fa cridar el Coronel Jack O'Neill (Richard Dean Anderson) i es posen en contacte amb el doctor Daniel Jackson (Michael Shanks) que es troba vivint a Abydos a pesar que se'l presumia mort. Junt amb la Capitana Samantha Carter (Amanda Tapping) descobreixen que l'Stargate és part d'una vasta xarxa de portes que s'estenen per tota la galàxia.
En el primer planeta que visiten són segrestats per un fals déu anomenat Apophis i ajudats a escapar pel seu Primat, l'anomenat Teal'c, un humanoide d'una raça, els Jaffa, creada per a servir els Goa'uld (la raça de Ra i Apophis, que es val de les seves capacitats extraordinàries per a fer-se passar per déus al llarg de tota la Galàxia).
A la Terra, el General Hammond porta endavant el projecte Stargate i crea molts equips perquè explorin la Galàxia. L'SG-1 és l'equip insígnia, format pel Coronel Jack O'Neill, el Dr. Daniel Jackson, la Cap. Samantha Carter, i Teal'c.
Durant més de 9 anys coneixeran mons on trobaran aliats i més déus enemics. Adquiriran tecnologia i descobriran l'origen dels Stargate.

## Comandament Stargate

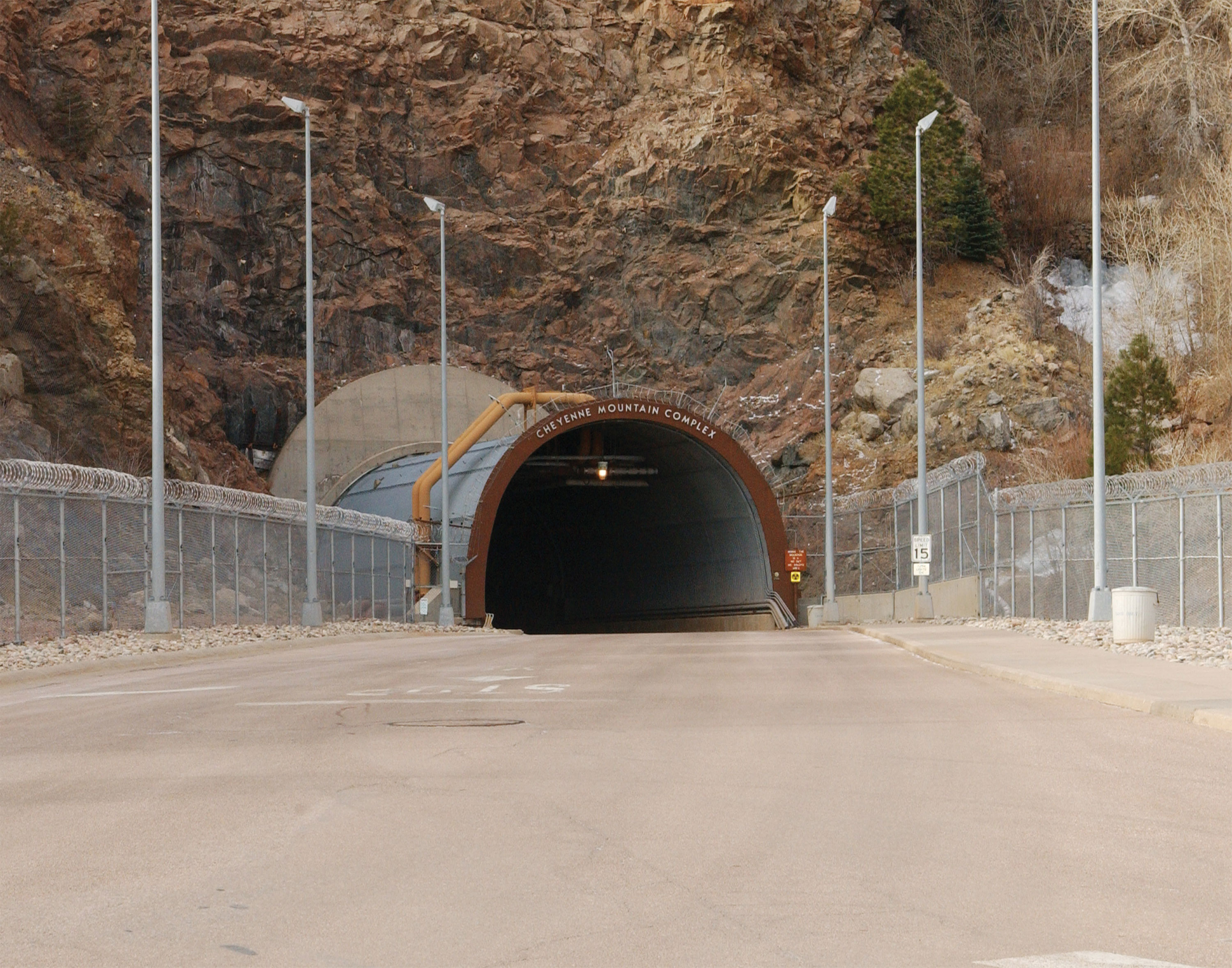
Entrada del Comandament Stargate.

El Comandament Stargate (en anglès StarGate Command, d'aquí les seves sigles) és una instal·lació militar ultra secreta situada al complex de la Muntanya Cheyenne a l'estat de Colorado, als Estats Units. Aquest acull l'Stargate, un artefacte alienígena capaç de crear un forat de cuc que permet transportar de forma instantània persones o objectes a qualsevol altre punt de l'univers on també hi hagi un Stargate. La xarxa de Stargate al llarg de la Via Làctia és molt àmplia.

## Personatges

### Principals
- Jack O'Neill (1997 - 2005) (recurrent 2005-2007) per Richard Dean Anderson
- Daniel Jackson (1997 - 2002, 2003 - 2007) (recurrent 2002-2003) per Michael Shanks
- Samantha Carter (1997-2007) per Amanda Tapping
- Teal'c (1997-2007) per Christopher Judge
- George Hammond (1997 - 2004) (recurrent 2004-2007) per Don S. Davis
- Jonas Quinn (2002 - 2003) per Corin Nemec
- Cameron Mitchell (2005 - 2007) per Ben Browder
- Hank Landry (2005 - 2007) per Beau Bridges
- Vala Maldoran (2005-2007) per Claudia Black
- Caroline Lam (2005) per Lexa Doig

### Habituals
- Walter Harriman Davis (91 episodis)
- Janet Fraiser (77 episodis)
- Sergent Siler (38 episodis)
- Jacob Carter (26 episodis)
- Apophis (24 episodis)
- Anubis (13 episodis)
- Robert Kinsey (11 episodis)
- Sha're (6 episodis)
- Skaara (6 episodis)
- Oma Dessala (5 episodis)
- Kasuf (3 episodis)
- Tanith (3 episodis)

### Doblatge[1]
| Personatge      | Actor de doblatge  |
| --------------- | ------------------ |
| Jack O'Neill    | Pep Torrents       |
| Daniel Jackson  | Oriol Rafel        |
| Samantha Carter | Teresa Manresa     |
| Teal'c          | Santi Lorenz       |
| George Hammond  | Josep Maria Ullod  |
| Jonas Quinn     | Herman Hernandez   |
| Janet Fraiser   | Maria Josep Guasch |
| Bra'tac         | Jordi Vilaseca     |
| Skaara          | Albert Trifol      |
| Thor            | Antoni Forteza     |

## Temporades

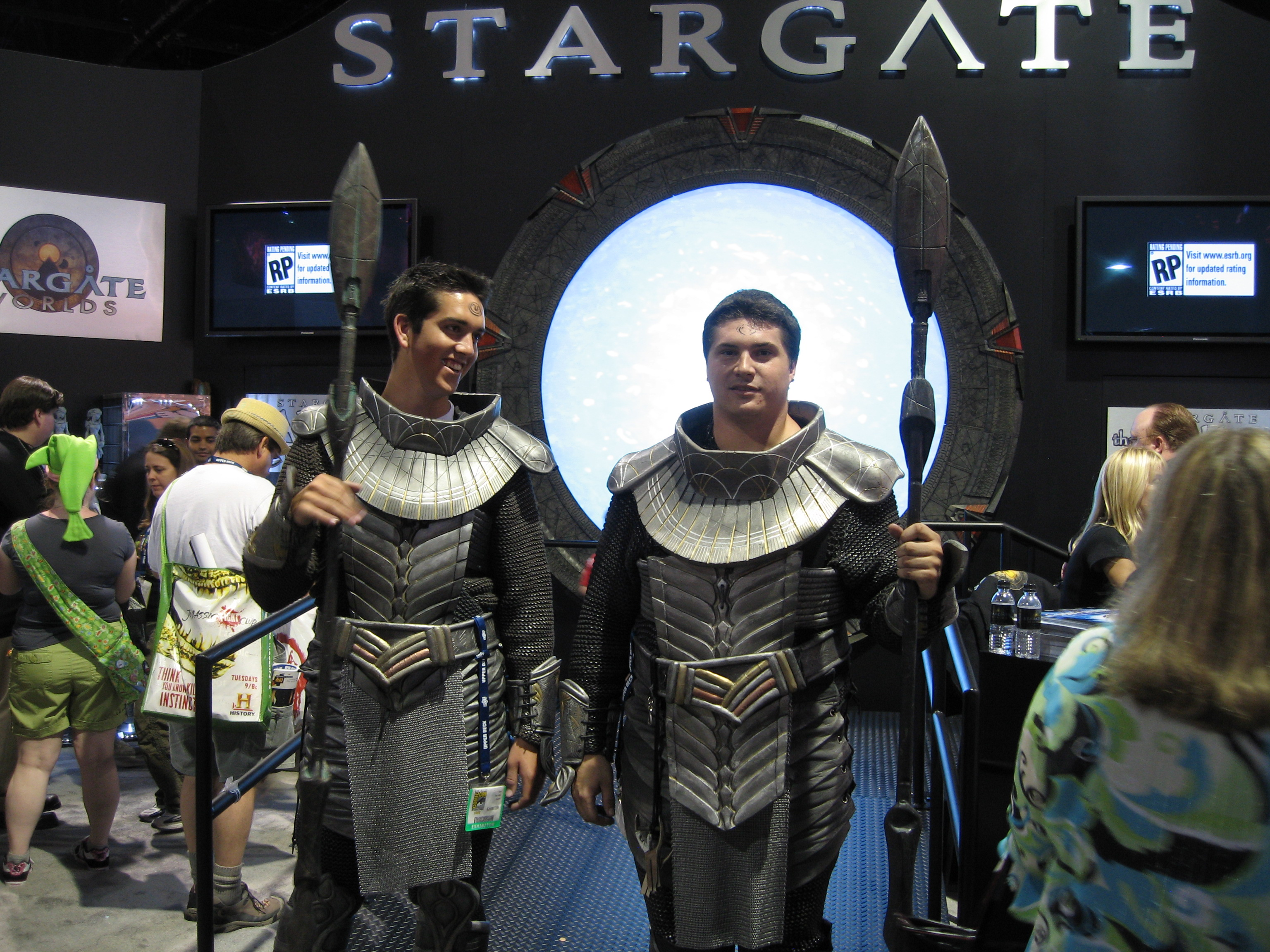
Jaffas

### 1a Temporada
(21 episodis) 1997-1998

- 1 - ELS FILLS DELS DÉUS

El capítol s'inicia quan Apophis, un extraterrestre de la raça Goa'uld, intenta travessar la portar estel·lar. Això fa que el Coronel Jack O'Neill confessi que no va destruir Abydos i que el doctor Daniel Jackson encara està viu. El comandament militar decideix crear un equip per investigar els esdeveniments format pel Coronel, el doctor i la Capitana Carter, una militar amb amplis coneixements científics. Apophis segresta Sha're, la dona de Daniels, i el seu amic Skaara i l'equip viatja fins a Chulak, el planeta de la pel·lícula original, per salvar-los. Són capturats, però el cap de la guàrdia d'Apophis, Teal'c, un extraterrestre de la raça Jaffa, els ajuda a fugir.
- 2 - L'ENEMIC A DINTRE

En el viatge de tornada de la seva primera aventura a través de la porta estel·lar, descobreixen que el comandant Charles Kawalsky ha estat infectat per un Goa'uld. Tot i que intenten salvar-lo extraient-li el Goa'uld, finalment Teal'c es veu obligat a matar-lo. 

- 3 - EMANCIPACIÓ

L'SG-1, visita un planeta on la cultura imperant és una còpia amb trets propis de l'ètnia mongol. En aquesta cultura, les dones són tractades amb un gran menyspreu. La Capitana Carter no està disposada a admetre-ho, i farà tot el possible per canviar la situació.

- 4 - LA DIVISIÓ DE BROCA

Una gran foscor envaeix el planeta on l'equip de l'SG-1 i l'SG-3 arriben a través de la porta. El primer que troben són uns humans en aparença prehistòrics. Però quan es troben amb uns humans més avançats, s'adonen que l'altra meitat del planeta sí que té llum. Quan tornen a la terra, els membres dels equips que han viatjat al planeta tenen un comportament molt violent i es transformen en humans primitius. En Teal'c i la doctora Janet Fraiser faran els possibles per trobar una cura.

- 5 - PRIMER MANAMENT

L'SG-3 envia el senyal de retorn per la porta, però no torna a la base. L'SG-1 viatja fins al planeta on són per veure què ha passat. Allà es troben amb un dels membres de l'equip, el tinent Hansen, que els explicat que el Coronel cap de l'operació, Connor, s'ha tornat boig: es pensa que és un déu i ho ha fet creure a la gent del planeta, que el segueixen amb por i submissió. L'SG1 intentarà alliberar el poble de la tirania de Connor.
- 6 -  UN LLÀTZER FRED

En un planeta on predomina la sorra groga, l'SG-1 troba uns cristalls granítics de color blau elèctric que fereixen el Coronel O'Neill. Això provocarà que s'hagi d'enfrontar una altra vegada als records sobre la mort del seu fill; mentre un doble seu, perillosament inestable, retorna a la Terra amb l'equip.
- 7 -  ELS NOX

L'administració dels Estats Units d'Amèrica posa en dubte la utilitat del programa Stargate.
En Teal'c explica al representant del govern que en un planeta hi ha uns éssers que posseeixen poders d'invisibilitat. Això fa que encomanin a l'SG-1 la tasca de capturar un d'aquests éssers per poder-los estudiar i ajudar els humans a protegir-se dels Goa'uld.
- 8 - FLAMA BREU

En el nou planeta que visiten, l'SG-1 es troba una societat semblant a la grega, adoradors del déu Pèlops, on tots els individus són joves i de gran bellesa. Els habitants del planeta s'anomenen a si mateixos Els Escollits i viuen en una mena de paradís on estan sempre de festa fins a la posta de sol, moment en què tots queden adormits de cop. A l'arribar, l'SG1 ajuda a una dona a donar a llum un nadó. Dos dies després, es queden totalment sorpresos quan veuen que el nadó acabat de néixer ja és un nen. Així descobreixen que els nens envelleixen 5 anys en 5 dies. El Coronel O'Neill, després de menjar un pastís en una de les festes, contrau una malaltia que fa que en dues setmanes sigui com un home de 100 anys.
- 9 - EL MARTELL DE THOR

Daniel Jackson formula una teoria segons la qual els déus vikings serien extraterrestres. Això el porta a la deducció que Thor seria un extraterrestre i el seu martell, anomenat El Martell de Thor, una arma avançada. Segons la llegenda, quan Thor brandava el martell provocava llamps i trons. En Teal'c recorda haver vist el símbol del martell i els explica que és el símbol del planeta Simmeria, un planeta al que els Goa'uld tenen prohibit anar perquè sembla que hi ha alguna cosa de la qual no s'atreveixen a parlar.
L'equip decideix visitar el planeta i quan hi arriben veuen un obelisc amb la mateixa forma del martell de Thor. Tot seguit surt una llum que escaneja els integrants de l'SG-1. La llum es para en Teal'c i li provoca dolors intensos, quan en Jack O'Neill prova d'apartar-lo del feix de llum, desapareixen tots dos.
- 10 - EL SUPLICI DE TÀNTAL

Tot visionant un vídeo de les proves que es varen fer amb la porta estel·lar el 1945, Daniel Jackson i el Coronel Jack O'Neill veuen com els científics sintonitzen la porta de manera manual. I no solament això, sinó que en el vídeo es pot veure com una persona creua la porta. En Daniel contacta amb la Dra. Catherine Lanford (científica vinculada amb els inicis de l'Stargate). La doctora desconeixia els experiments del 1945, però el seu promès Ernest, que treballava en el projecte, va desaparèixer el 1945 suposadament en una explosió al laboratori on treballava. Davant la sospita que l'Ernest no morís a la suposada explosió i fos ell qui travessés la porta, l'SG-1 mira de sintonitzar la mateixa adreça que es pot veure en el vídeo per intentar descobrir que és el que va passar amb el promès de la Catherine.
- 11 - LLIGAMS DE SANG

L'intent d'extracció de la larva de Goa'uld que en Teal'c porta a dins, el porta a confessar que ha deixat el seu fill i la seva dona a Chulac. En Teal'c vol tornar-hi per evitar la cerimònia d'implantació de la larva de Goa'uld al seu fill. El comandament de l'Stargate hi està en contra, només l'SG-1 defensa l'opció de tornat a Chulac.
- 12 - FOC I AIGUA

L'SG-1 torna sobtadament en estat de xoc d'una missió. El Coronel O'Neill diu que en Daniel és mort i així ho creuen també la resta d'integrants de l'equip. Són unes visions, que sembla que tots tenen per igual, el que els porta a dubtar de la mort d'en Daniel. Davant de l'opció de tornar al planeta tenen una reacció de rebuig. Però, si Daniel és viu, l'SG-1 vol saber-ho.
- 13 - HATHOR

Al Temple de les Inscripcions, a la zona arqueològica de Palenque (Mèxic), dos arqueòlegs troben un sarcòfag amb jeroglífics egipcis, la qual cosa no té sentit, ja que el temple és Maia. Al sarcòfag hi ha un pictograma de la deessa egípcia Hathor, deessa de la fertilitat, l'embriaguesa, i la música. L'arribada a la base Stargate d'una dona que es presenta com a Hathor, i la influència que aquesta té sobre els membres de sexe masculí, fa perillar la seguretat de la base i per extensió del planeta Terra.
- 14 - SINGULARITAT

L'observació d'un eclipsi porta l'SG-1 al planeta PX8, on es troba l'equip SG-7. Només d'arribar troben a un dels habitants del planeta mort. L'SG-7 no ha tingut millor sort que el malaurat habitant del planeta i també són tots morts. Quan exploren el planeta es troben un supervivent, una nena, a la que porten a la Terra sense imaginar el perill que això representarà per a la seguretat de la base Stargate. La nena és una mena de cavall de troia.
- 15 - EL COR-AI

L'SG-1 visita un dels planetes on els Goa'uld hi feien la seva collita (segons paraules d'en Teal'c), que consisteix a segrestar humans per fer-los servir d'ostes. El fet que en Teal'c hagués estat en aquest planeta amb anterioritat com a primat d'Apophis, provoca que sigui acusat d'haver matat habitants del planeta. Així doncs, Teal'c serà sotmès al Cor-ai, un judici on, si és declarat culpable, serà executat. L'SG-1 es farà càrrec de la defensa d'en Teal'c. Aquest es declara culpable, i la defensa no serà gens fàcil.
- 16 - ENIGMA

Només sortir de la porta estel·lar l'equip de l'SG-1 es troba amb un paisatge cobert de cendra, cendres que continuen caient provinents d'uns volcans en erupció.
Entre les cendres hi troben els cadàvers d'éssers humans, però alguns d'ells són vius.
Malgrat que un dels humans li diu a la Capitana Carter que no els salvin, l'SG-1 els porta a la base Stargate.
En total són deu persones provinents del planeta Tolan, el cap de tots ells és l'anomena't Omoc.
Aquests humans són pacífics però molt poc comunicatius. Els poders d'aquests humans trasbalsaran una vegada més la base Stargate.
- 17 - SOLITUDS

L'SG-1 acaba de passar la porta cap a un altre planeta, però a la base es rep el senyal d'obrir l'iris. En Daniel Jackson i en Teal'c travessen la porta, però el Coronel O'Neill i la Capitana Carter, que anaven darrere dels dos primers, no l'arriben a travessar. A la base es treballa amb la hipòtesi que unes anomalies detectades a la porta en siguin les culpables. Mentrestant, la localització dels dos integrants de l'equip és un misteri.
- 18 - L'HOME DE LLAUNA

Estructures metàl·liques, maquinària i algun ordinador és el que troba l'SG-1 quan arriben al planeta PX-3989. En el transcurs de l'exploració, un feix de llum els escaneja i tot seguit es desperten en uns sarcòfags metàl·lics amb unes robes que no són les seves, sense les armes ni cap dels objectes del seu equipament. Contacten amb un habitant del planeta, anomenat Harlan, que els explica que és l'últim supervivent del planeta. És en tornar a la terra i en el transcurs de la revisió medica, que s'adonen que els seus cossos ja no són el que semblen.
- 19 - PER LA GRACIA DE DEU

Un laboratori, on hi ha un seguit d'objectes de diferents planetes, és el que es troba l'SG-1 quan passa la porta. En Daniel Jackson, després de manipular un objecte i tocar un mirall va a parar a una base Stargate on la realitat i les persones no tenen res a veure amb la realitat de Daniel Jackson. Pel que sembla, ha anat a parar a una realitat alternativa.
- 20 - POLÍTIQUES

En Daniel Jackson torna d'una realitat paral·lela on els Goa'ulds ataquen i destrueixen la terra. En Daniel té l'adreça des d'on els Goa'ulds iniciaran l'atac i intenta convèncer els seus companys que cal aturar-ho abans que sigui massa tard. Però la visita del senador Kinsi, disposat a tancar la base Stargate i la porta estel·lar, posarà en perill la seguretat de la Terra.
- 21 - A LA GOLA DEL LLOP

L'enterrament definitiu de la porta estel·lar porta l'equip de l'SG-1 a començar una missió pel seu compte contravenint així les ordres de no tornar a travessar la porta. La Terra està certament en perill i l'SG-1 posarà en perill la seva vida per intentar aturar l'atac dels Goa'ulds.

### 2a Temporada
(22 episodis) 1998 - 1999
- 1 - EL CAU DE LA SERP

Després de desobeir les ordres de no traspassar la porta, l'SG-1 es troba dins les naus Goa'ulds que estan a punt d'atacar la Terra. Ells són l'única esperança d'aturar l'atac. Però la pregunta és: que poden fer els quatre membres de l'equip contra tota la flota goa'uld?
- 2 - EN ACTE DE SERVEI

Carter intenta reanimar un ferit de l'atac goa'uld fent-li el boca a boca i una larva goa'uld s'introdueix en el seu cos convertint-la en hoste. El Goa'uld explica que en realitat és un Tok'ra, una llegendària facció Goa'uld que s'oposa als Senyors dels Sistema. El Tok'ra, anomenat Jolinar, quan veu que morirà, decideix sacrificar la seva vida per a salvar la de la Capitana Carter.
- 3 - PRESONERS

Per un malentès amb una altra cultura, tot l'equip de l'SG-1 és sentenciat a cadena perpètua a un planeta presó. En aquest planeta hi ha una porta estel·lar però no hi ha sintonitzador, amb l'afegit que les dependències que fan la funció de presó són unes grutes situades sota terra, sense cap sortida a l'exterior. L'única esperança sembla una presonera anomenada Linnea.
- 4 - EL GUARDIÀ

Quan la sonda arriba al planeta PJ88, envia a la base un vídeo on es pot veure una estructura de metall i vidre amb forma d'hivernacle. Quan entren a dins, entremig d'un gran jardí, hi troben unes persones en una mena de sarcòfags en posició vertical i en estat de letargia. Quan l'equip és capturat per aquests sarcòfags, reviuen una vegada i una altra episodis del passat.
- 5 - NECESSITATS
- 6 - EL CARRO DE THOR
- 7 - MISSATGE EN UNA AMPOLLA
- 8 - FAMÍLIA
- 9 - SECRETS
- 10 - VERI
- 11 - LA TOK'RA [I]
- 12 - LA TOK'RA [II]
- 13 - ESPERITS
- 14 - LA PEDRA DEL TEMPS
- 15 - LA CINQUENA RAÇA
- 16 - UNA QÜESTIÓ DE TEMPS
- 17 - VACANCES
- 18 - LA CANÇÓ DE LA SERP
- 19 - UN PAS EN FALS
- 20 - VIST I NO VIST
- 21 - 1969
- 22 - VELLS RECORDS

### 3a Temporada
(22 episodis) 1999 - 2000
- 1 - DE CAP AL FOC
- 2 - SETH
- 3 - PRESA FACIL
- 4 - LLEGAT
- 5 - CORBA D'APRENENTATGE
- 6 - PUNT DE VISTA
- 7 - ATRAPATS
- 8 - DIMONIS
- 9 - NORMES DE COMBAT
- 10 - L'ETERNITAT EN UN DIA
- 11 - PASSAT I PRESENT
- 12 - ELS RECORDS DE JOLINAR
- 13 - LA PELL DEL DIABLE
- 14 - PRESA DE POSICIÓ
- 15 - PRETEXT
- 16 - URGO
- 17 - CENT DIES
- 18 - TONS DE GRIS
- 19 - NOVA TERRA
- 20 - INSTINT MATERNAL
- 21 - LA CALAVERA DE CRISTALL
- 22 - NÈMESI

### 4a Temporada
(22 episodis) 2000 - 2001
- 1 - PETITES VICTORIES
- 2 - L'ALTRE COSTAT
- 3 - MILLORES
- 4 - CRUILLES
- 5 - DIVIDEIX I CONQUISTA
- 6 - CERCLE D'OPORTUNITAT
- 7 - LA PORTA AQUÀTICA
- 8 - ELS PRIMERS
- 9 - TERRA CREMADA
- 10 - SOTA LA SUPERFÍCIE
- 11 - PUNT SENSE RETORN
- 12 - TANGENT
- 13 - LA MALEDICCIÓ
- 14 - EL VERÍ DE LA SERP
- 15 - REACCIÓ EN CADENA
- 16 - 2010
- 17 - PODER ABSOLUT
- 18 - LA LLUM
- 19 - PRODIGI
- 20 - L'ENS
- 21 - DOBLE PERILL
- 22 - ÈXODE

### 5a Temporada
(22 episodis) 2001 - 2002
- 1- ENEMICS
- 2- EL LLINDAR
- 3- ASCENSIÓ
- 4- EL CINQUÈ HOME
- 5- CEL ROIG
- 6- RITU D'INICIACIÓ
- 7- ANIMAL DE CÀRREGA
- 8- LA TOMBA
- 9- ENTRE DOS FOCS
- 10- 2001
- 11- MESURES DESESPERADES
- 12- FORAT DE CUC
- 13- CAMP DE PROVES
- 14- 48 HORES
- 15- LA CIMERA
- 16- RESISTÈNCIA FINAL
- 17- PUNT CRÍTIC
- 18- EL GUERRER
- 19- AMENAÇA
- 20- EL SENTINELLA
- 21- MERIDIÀ
- 22- REVELACIONS

### 6a Temporada
(22 episodis) 2002 - 2003
- 1- REDEMPCIÓ [1a part]
- 2- REDEMPCIÓ [2ªpart]
- 3- DESCENS
- 4- CONGELATS
- 5- NOCTÀMBULS
- 6- ABISME
- 7- TEATRE D'OMBRES
- 8- ELS ALTRES HEROIS
- 9- LLEIALTAT
- 10- CURA
- 11- PROMETEU
- 12- SELECCIÓ NO NATURAL
- 13- VISIÓ NO VISTA
- 14- FUM I MIRALLS
- 15- EL PARADÍS PERDUT
- 16- METAMORFOSI
- 17- REVELACIÓ
- 18- ABANDONATS
- 19- INTERCANVI
- 20- RECORD
- 21- LA PROFECIA
- 22- CERCLE COMPLERT

### 7a Temporada
(22 episodis) 2003 - 2004
- 1- CAIGUT
- 2- TORNADA A CASA
- 3- EQUILIBRI INESTABLE
- 4- ORFEU
- 5- ALTERACIONS
- 6- BOT SALVAVIDES
- 7- MINA ENEMIGA
- 8- LA CURSA ESPACIAL
- 9- VENJADOR 2.0
- 10- DRET DE NAIXEMENT
- 11- EVOLUCIÓ 1ªpart
- 12- EVOLUCIÓ 2ªpart
- 13- GRACE
- 14- EFECTES COL·LATERALS
- 15- QUIMERA
- 16- SENTENCIA DE MORT
- 17- HEROIS 1ªpart
- 18- HEROIS 2ªpart
- 19- RESURRECCIÓ
- 20- INVESTIDURA
- 21- LA CIUTAT PERDUDA 1ªpart
- 22- LA CIUTAT PERDUDA 2ªpart

### 8a Temporada
(20 episodis) 2004 - 2005
- UN NOU ORDE [I]
- UN NOU ORDE [II]
- CONFINAMENT
- HORA ZERO
- ICONA
- AVATAR
- AFINITAT
- CONVENI
- SACRIFICIS
- EL FINAL DEL JOC
- EL SEGREST DEL PROMETEU
- GÈMINIS
- EL REI ARKHAN
- ALERTA TOTAL
- CIUTADÀ JOE
- L'HORA DE LA VERITAT [I]
- L'HORA DE LA VERITAT [II]
- CAPS PER LLIGAR
- MOEBIUS [I]
- MOEBIUS [II]

### 9a Temporada
(20 episodis) 2005 - 2006
- AVALON [I]
- AVALON [II]
- ORIGIN
- THE TIES THAT BIND
- THE POWERS THAT BE
- BEACHHEAD
- EX DEUX MACHINA
- BABYLON
- PROTOTYPE
- THE FOURTH HORSEMAN [I]
- THE FOURTH HORSEMAN [II]
- COLLATERAL DAMAGE
- RIPPLE EFFECT
- STRONGHOLD
- ETHON
- OFF THE GRID
- THE SCOURGE
- ARTHUR'S MANTLE
- CRUSADE
- CAMELOT

### 10a Temporada
(20 episodis) 2006 - 2007
- FLESH AND BLOOD
- MORPHEUS
- THE PEGASUS PROJECT
- INSIDERS
- UNINVITED
- 200
- COUNTERSTRIKE
- MEMENTO MORI
- COMPANY OF THIEVES
- THE QUEST [I]
- THE QUEST [II]
- LINE IN THE SAND
- THE ROAD NOT TAKEN
- THE SHROUD
- BOUNTY
- BAD GUYS
- TALION
- FAMILY TIES
- DOMINION
- UNENDING

### Pel·lícules
L'octubre de 2006, Brad Wright va confirmar la producció de dues pel·lícules per a DVD que tancarien l'arc argumental de la sèrie.
- Stargate: The Ark of Truth, a la venda en DVD l'11 de març de 2008.
- Stargate: Continuum a la venta en DVD el 29 de juliol de 2008.

A l'abril de 2009, Metro-Goldwyn-Mayer va confirmar una tercera pel·lícula de l'SG-1, que Brad Wright va anunciar el maig de 2008. Wright i l'antic productor executiu d'Stargate Atlantis Carl Binder va escriure el guió, que portava el títol d'Stargate Revolution. Es va plantejar l'inici de la producció per a 2009, amb Martin Wood com a director. Malauradament, a causa de la crisi del 2008 la pel·lícula es va parar. Segons Wright, la pel·lícula estaria protagonitzada per en Jack O'Neill i molts actors de la sèrie repetirien els seus papers, tot depenent del cost i la seva disponibilitat. Tot i no haver firmat cap documents, els actors Michael Shanks (Daniel Jackson) i Amanda Tapping (Capitana Carter) van confirmar la seva participació.